# Sexy Ida
«Sexy Ida» (с англ. — «Сексуальная Айда») — песня, записанная американским дуэтом Айка и Тины Тернёров. Она была выпущена в качестве сингла на лейбле United Artists Records в августе 1974 года. Сингл включает в себя две версии, «Sexy Ida (Part 1)» на стороне «А» и «Sexy Ida (Part 2)» на стороне «Б».

## О песне
Текст песни написала сама Тина Тёрнер, продюсерами выступили Айк Тёрнер, Клод Уильямс и Аугустин. Она была записана на студии Тёрнеров Bolic Sound компании в июне 1974 года. Как и их хит-сингл «Nutbush City Limits», «Sexy Ida (Part 1)» характеризуется изобретательным гитарным звучанием, значительным соло на синтезаторе и фанковой секцией. «Sexy Ida (Part 2)» написана в более быстром темпе и включает гитарную партию участника группы T. Rex Марка Болана.
Это один из последних хитов дуэта. «Sexy Ida (Part 1)» достиг 29-й строчки в чарте Hot Soul Singles и 65-й строчки в Billboard Hot 100. «Sexy Ida (Part 2)» достиг 85-й строчки в Hot 100 и 49-й строчки в чарте Soul Singles. Версия «Sexy Ida (Part 1)» достигла 51-го места в Великобритании.
Обе части должны были быть выпущены на альбоме Sweet Rhode Island Red, однако они были записаны уже после завершения работы над ним. Тем не менее, позже обе песни были включены в издание альбома в некоторых европейских странах для продвижения тура.

## Отзывы критиков
В британском журнале Blues & Soul от 8 октября 1974 года написали: «Время от времени Айк и Тина выдают гиганта. В прошлый раз это был „Nutbush City Limits“, но затем последовала пара неудач. Теперь Тина кричит свою свой текст через бурлящую диско-музыку, которая практически гарантирует победу как поп-музыки, так и соула в этой стране».

## Список композиций
7"
A. «Sexy Ida (Part 1)» — 2:30
B. «Sexy Ida (Part 2)» — 3:03

## Чарты
| Чарт (1974)                   | Высшая позиция |
| ----------------------------- | -------------- |
| US Billboard Hot Soul Singles | 29             |
| US Billboard Hot 100          | 65             |
| US Cash Box R&B Top 70        | 33             |
| US Record World Singles       | 62             |
| US Record World R&B Singles   | 33             |
| UK Singles Chart              | 51             |

| Чарт (1974)                   | Высшая позиция |
| ----------------------------- | -------------- |
| US Billboard Hot Soul Singles | 49             |
| US Billboard Hot 100          | 85             |
| US Record World R&B Singles   | 46             |
| US Record World Singles       | 94             |
| US Cash Box Top 100           | 67             |